# Теофілюс Матульоніс
Теофілюс Матульоніс (лит. Teofilius Matulionis; 20 червня 1873, хутір Кударішкі, Алунтинської волості, Укмергського повіту, Росія — 20 серпня 1962, Шедува, Литва — архієпископ Кайшядориса Католицької церкви. Блаженний.

## Родина, освіта
Народився у селянській родині. Закінчив Римо-Католицьку духовну семінарію у Санкт-Петербурзі.

## Священик
- 1900 — священик, призначений вікарієм приходу Вапляни в деканаті Росиця.
- 1901 — адміністратор приходу в Бихові.
- 1907 — адміністратор приходу в Рикові.
- червень1910 — вікарій приходу приходу святої Катерини у Петербурзі.
- 1912 — завідувач каплиці в селі Олександрівському за Невського кордоном.
- 1914 — настоятель приходу при будівництві храму Святого серця Ісуса у Петрограді.
- березень 1923 — заарештований, один із підсудних на московському процесі над католицьким духовенством, засуджений до трьох років позбавлення волі.
- 1923—1926 — відбував покарання у Москві, у Сокольницькій та Лефортовській тюрмах.
- У 1926 повернувся до свого приходу, бува також адміністратором приходу в Коплино.

## Єпископ
8 грудня 1928 за ініціативи єпископа Антонія Малецького був призначений титулярним єпископом історичної єпархії на Таманському півострові Матрегі для того, щоб він став єпископом-коад'ютором, помічником Малецького і виконуючим його обов'язки у випадку можливого арешту. Апостольської адміністрації Лєнінґрада.
9 лютого 1929 був потаємно хіротонований Малецьким у Лєнінґраді. Однак Матульоніса заарештували раніше Малецького — 24 листопада 1929. Його звинуватили у нелегальних зв'язках з особами, що мешкають за кордоном, і у керівництві «підпільною національно-шовіністичною латиською школою».
13 вересня 1930 засуджений до 10 років позбавлення волі; термін відбував у Соловецьких таборах, разом з іншими католицькими священиками був у штрафному відрядженні на острів Анзер.
22 липня 1932 заарештований у таборі за звинуваченням в участі створення антисовєцького угрупування. Слідство його характеризувало як одного із «ватажків, які надто сміливо і зухвало керували групою ксьондзів». На допитах поводився мужньо.
27 травня 1933 засуджений до одного року штрафного ізолятора. Однак вже у вересні 1933 був звільнений і висланий до Литви у рамках обміну політичними в'язнями.
Опинившись на волі, відвідав Рим, де отримав аудієнцію з Папою Пієм XI.
Служив у Каунаській єпархії. Потім єпископом Кайдядорським — керував єпархією у роки Другої світової війни.
18 грудня 1946 — арештований окупаційною більшовицькою адміністрацією. Звинувачений у закликах до повалення більшовицького режиму. Рік перебував у підвалах КГБ у Вільнюсі.
27 вересня 1947 засуджений до семи років позбавлення волі з ураженням громадянських прав. Відбував покарання у Сіблагу, у 1948 у Владимирі.
У 1953 як інвалід ніби то звільнений і розміщений у будинку інвалідів в Зубово (Мордовія), хоча знаходився під пильним спостереженням.
5 травня 1956 — отримав можливість повернутися до Литви, але йому заборонили керувати єпархією і змусили жити в ізоляції у Шедуві. Не дивлячись на це, він у 1957 потаємно здійснив хіротонію в єпископи Винцентаса Сладкявічуса, який пізніше став другим литовським кардиналом. 9 лютого 1962 Папа Іван XXIII звів єпископа Матульоніса у сан архієпископа.
Помер 20 серпня 1962 року.

## Нагороди
- Великий командорський хрест Орден Хреста Витязя (7 червня 2006, посмертно)[2]
- Хрест Порятунку тих, хто гине (25 квітня 2003, посмертно)[3]

## Пам'ять про архієпископа
Похований у катедральному соборі Кайшядориса. У 1990 почався його беатифікаційний процес, беатифікація відбулася 25 червня 2017 у Вільнюсі на майдані поруч за катедральним собором У 1994 бюст архієпископа Мутульоніса був встановлений у катедральному соборі Вильнюса.